# Teresópolis
Teresópolis är en stad och kommun i Brasilien och ligger i delstaten Rio de Janeiro. Folkmängden i kommunen uppgick år 2014 till cirka 170 000 invånare.

## Administrativ indelning
Kommunen var år 2010 indelad i tre distrikt:
- Teresópolis
- Vale de Bonsucesso
- Vale do Paquequer